# Ольшавиця
Ольшавиця, або Ольшавіця, Ольшавіца (словац. Oľšavica) — село в Словаччині, Левоцькому окрузі Пряшівського краю. Розташоване на півночі східної Словаччини в Левоцьких горах в долині потока Ольшавиця.

## Історія
Уперше згадується у 1300 році.
У селі є готична греко-католицька церква з 1308 року.
За Кубійовичем через село проходить південна межа української етнічної території.

## Населення
| Рік:            | 1994. | 2004.   | 2014.    | 2024.    |
| --------------- | ----- | ------- | -------- | -------- |
| Кількість осіб: | 343   | 312     | 275      | 232      |
| Різниця:        |       | -9,03 % | -11,85 % | -15,63 % |

| Рік:            | 2023. | 2024.   |
| --------------- | ----- | ------- |
| Кількість осіб: | 236   | 232     |
| Різниця:        |       | -1,69 % |

У селі проживає 289 осіб.
Національний склад населення (за даними останнього перепису населення — 2001 року):
- словаки — 95,72 %,
- русини — 3,98 %.

Склад населення за приналежністю до релігії станом на 2001 рік:
- греко-католики — 84,71 %,
- римо-католики — 14,68 %,
- не вважають себе вірянами або не належать до жодної вищезгаданої конфесії — 0,62 %